# 2013 FA28
2013 FA28, também escrito como 2013 FA28, é um objeto transnetuniano (TNO) que está localizado no cinturão de Kuiper, uma região do Sistema Solar. Ele é classificado como um cubewano. O mesmo possui uma magnitude absoluta de 5,8 e tem um diâmetro com cerca de 319 km.

## Descoberta
2013 FA28 foi descoberto no dia 16 de março de 2013 pelos astrônomos S. S. Sheppard, e C. A. Trujillo.

## Órbita
A órbita de 2013 FA28 tem uma excentricidade de 0,033 e possui um semieixo maior de 44,405 UA. O seu periélio leva o mesmo a uma distância de 42,927 UA em relação ao Sol e seu afélio a 45,883 UA.